# Шахназаров, Георгий Хосроевич
Гео́ргий Хосро́евич Шахназа́ров (4 октября 1924, Баку, Азербайджанская ССР, СССР — 15 мая 2001, Тульская область, Россия) — советский и российский политолог, политический деятель, писатель, доктор юридических наук, член-корреспондент АН СССР (1987). Лауреат Государственной премии СССР (1980). Участник Великой Отечественной войны.

## Биография
Георгий Шахназаров родился в Баку в семье адвоката. Его отец — карабахский армянин, живший в Баку, принадлежал княжескому роду Мелик-Шахназарянов, после революции в России сменил фамилию на Шахназаров.
Во время Великой Отечественной войны Георгий Шахназаров командир огневого взвода 1095-го армейского пушечно-артиллерийского полка, командир взвода управления батареи, 150-й Севастопольской, ордена Кутузова, армейской пушечно-артиллерийской бригады, брал Перекопский перешеек, участвовал в освобождении Севастополя, Минска, Литовской ССР, взятии Кёнигсберга.
После войны окончил юридический факультет Азербайджанского государственного университета (1949), аспирантуру Института права АН СССР (1952). Защитил кандидатскую диссертацию на тему: «Формы буржуазного государства в эпоху империализма» (1952). В 1952—1960 годах работал в Политиздате, в 1960—1964 годах — в журналах «Политическое самообразование» и «Проблемы мира и социализма». С 1964 по 1988 год — консультант, затем — заместитель и первый заместитель заведующего Отдела ЦК КПСС по связям с коммунистическими и рабочими партиями социалистических стран (с 1972 г. — ответственный за отношения с Германской Демократической Республикой, Польской Народной Республикой, Чехословацкой Социалистической Республикой и Республикой Кубой).
Считается одним из зачинателей политологии в СССР. Основным направлением его исследований была теория политики, политического процесса, международных отношений. В 1969 году защитил докторскую диссертацию на тему «Социалистическая демократия: проблемы и перспективы». В 1973—1990 годах возглавлял Советскую ассоциацию политических наук и являлся вице-президентом Международной ассоциации.
В 1987 году был избран депутатом Верховного Совета СССР. В 1988 году назначен помощником генерального секретаря ЦК КПСС (сменил по должности помощника В. В. Шарапова, но совсем в другой области — политологии, подготовки политической реформы), позднее — советником президента СССР Михаила Горбачёва. С 1990 года — народный депутат СССР, председатель подкомитета конституционного законодательства Верховного Совета.
В 1992 году Шахназаров возглавил Центр глобальных проблем Горбачёв-Фонда, где продолжил заниматься научной деятельностью и сосредоточился на изучении идеи свободы личности, концепции нового международного порядка, теории политических систем и глобалистики. Стал автором монографий «Цена свободы» (1993), «Откровения и заблуждения теории цивилизации» (1998), «Постшок или роковое расставание с прошлым» (2000). Он также написал несколько пьес, научно-фантастических рассказов и повестей, опубликованных под псевдонимом «Георгий Шах». В 2001 году в издательстве «Вагриус» вышла книга его воспоминаний «С вождями и без них».
15 мая 2001 года скончался в Ясной Поляне после выступлений на научной конференции в Туле. Похоронен на Троекуровском кладбище в Москве.

## Семья
- Жена — Анна Григорьевна Шахназарова, в девичестве — Шашева (29.12.1928 — 21.03.2022).
  - Сын — Шахназаров, Карен Георгиевич, советский и российский кинорежиссёр, генеральный директор киноконцерна «Мосфильм», народный артист России.

## Награды и премии
- орден Октябрьской Революции[5]
- два ордена Отечественной войны II степени (02.03.1945[6], 06.04.1985[7])
- два ордена Трудового Красного Знамени[5]
- орден Дружбы народов[5]
- орден Красной Звезды (23.04.1944)[8]
- медали в том числе:
  - «За Победу над Германией в Великой Отечественной войне 1941—1945 гг.» (27.10.1945)[9]
  - «Жукова»
  - «За взятие Кенигсберга»
  - «Ветеран труда»
- Государственная премия СССР (1980)

## Память
Медаль Георгия Хосроевича Шахназарова учреждена Российской ассоциацией политической науки в 2011 году и вручается за вклад в развитие российской политической науки и образования, выразившийся в создании научных и преподавательских школ, исследовательских направлений и политологических центров, многолетнюю и плодотворную работу по подготовке политологов. Медали присуждаются один раз в три года и вручаются на очередном Конгрессе политологов.

## Сочинения
- Буржуазное государство в эпоху империализма. М., 1955
- Агрессивные блоки — угроза миру. М., 1957
- Социализм и равенство. М., 1959
- Коммунизм и свобода личности. М., 1960
- Нравственный компас поколений. М., 1962, 1963
- Руководящая роль Коммунистической партии в социалистическом обществе. М., 1970
- Социалистическая демократия. М., 1972, 2-е изд. 1974
- Социалистическая судьба человечества. М., 1978
- Фиаско футурологии. М., 1979
- Грядущий миропорядок. М., 1981
- Социализм и будущее. М., 1983
- Нет повести печальнее на свете… М., 1984 (Г. Шах)
- Куда идет человечество. М, 1985
- И деревья, как всадники. М., 1986 (Г. Шах)
- Всевидящее око. М., 1989
- В поисках утраченной идеи. М., 1990
- Цена свободы. М., 1993
- «Постшок или роковое расставание с прошлым» М., 2000
- «С вождями и без них». М., 2001